# Schizothecium hispidulum
Schizothecium hispidulum är en svampart som först beskrevs av Speg., och fick sitt nu gällande namn av N. Lundq. 1972. Schizothecium hispidulum ingår i släktet Schizothecium och familjen Lasiosphaeriaceae.   Inga underarter finns listade i Catalogue of Life.